# 산시 항공
산시 항공(중국어: 山西航空)은 중화인민공화국 산시성 타이위안시에 있었던 항공사다.

## 역사
1988년에 설립되어 2001년 7월 6일에 운항을 시작했다. 하이난 항공은 산시 항공의 지분 92.51%를 소유했으며, 이는 중국 항공사 통합의 일환으로 국가 당국이 승인한 거래에서 인수했다. 하이난 항공은 2009년에 이 항공사를 하이난 항공에 합병했다.